# Yelarbon
Yelarbon is een plaats in de Australische deelstaat Queensland en telt 216 inwoners (2001).